# Jurij Dumčev
Jurij Eduardovič Dumčev (in russo Юрий Эдуардович Думчев?; Rossoš', 5 agosto 1958 – Adler, 10 febbraio 2016) è stato un discobolo e attore russo, fino al 1991 sovietico.

## Biografia
Il 29 maggio 1983 a Mosca, con la misura di 71,86 m, stabilì il record mondiale del lancio del disco, superato tre anni dopo dal tedesco orientale Jürgen Schult con l'attuale primato mondiale (74,08 m)
È tuttora quarto nella lista all-time delle migliori misure ottenute nella specialità, alle spalle di Schult, del lituano Virgilijus Alekna e dell'estone Gerd Kanter.
Disputò due edizioni dei Giochi olimpici, classificandosi quinto a Mosca 1980 e quarto a Seul 1988.
Dopo il ritiro divenne attore cinematografico. Lavorò in più di 50 film nel suo Paese.

## Palmarès
| Anno | Manifestazione   | Sede     | Evento           | Risultato | Misura  | Note |
| ---- | ---------------- | -------- | ---------------- | --------- | ------- | ---- |
| 1977 | Europei juniores | Donec'k  | Lancio del disco | Oro       | 53,30 m |      |
| 1980 | Olimpiadi        | Mosca    | Lancio del disco | 5º        | 65,58 m |      |
| 1983 | Mondiali         | Helsinki | Lancio del disco | 17º       | 58,84 m |      |
| 1988 | Olimpiadi        | Seul     | Lancio del disco | 4º        | 66,42 m |      |